# Selecció de rugbi VII de Fiji

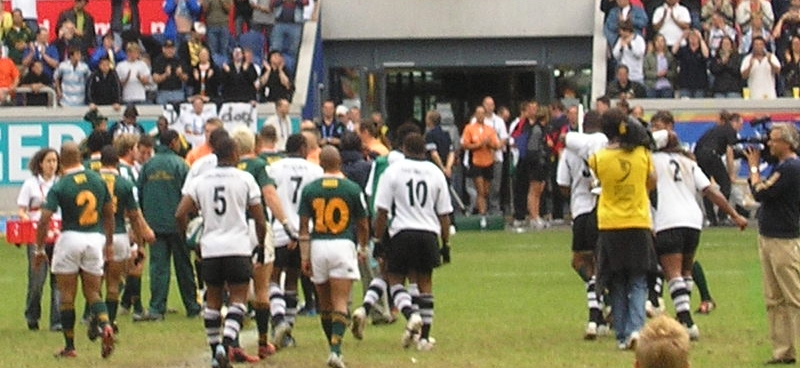
Fiji després de derrotar la selecció sud-africana en la final dels campionats del món de 2005.

La selecció de rugbi VII de Fiji és l'equip que representa Fiji en les competicions internacionals de rugbi a 7. Essent un dels equips més populars d'aquest esport a tot el món, Fiji ha aconseguit un rècord de 16 títols al Hong Kong Sevens des de la seva creació, el 1976. A més, la selecció oceànica ha guanyat dues vegades el Campionat del Món (el 1997 i el 2005, curiosament, les dues vegades a Hong Kong).
El 12 d'agost de 2016, l'equip de Fiji va derrotar la selecció britànica a la final dels Jocs Olímpics, per 43-7, aconseguint així la medalla d'or a Rio de Janeiro 2016. Amb aquesta gesta, Fiji aconseguia la seva primera medalla a la història dels Jocs Olímpics.
Posteriorment va participar al Jocs Olímpics de Tòquio 2020, aconseguint també l'or en aquesta disciplina olímpica.
4 anys més tard va aconseguir la medalla de plata en l'edició dels Jocs Olímpics de París 2024, perdent a la final contra França per 28 - 7.
La selecció de Fiji és considerada una de les millors seleccions de la història en el rugbi a 7. Han guanyat múltiples campionats internacionals i són l'única selecció del món que ha aconseguit l'anomenada Sevens Treble, és a dir guanyar els tres campionats més importants del rugbi a 7 (els Jocs Olímpics, el Campionat del Món i la World Rugby Sevens Series).

## Històric de resultats

### Jocs Olímpics
| 2016  | Guanyadors | 1r         | 6  | 6  | 0 | 0 |
| 2020  | Guanyadors | 1r         | 6  | 6  | 0 | 0 |
| 2024  | Finalistes | 2n         | 6  | 5  | 1 | 0 |
| Total | 2 Títols   | 3 medalles | 18 | 17 | 1 | 0 |

### Campionat del Món de rugbi a 7
| 1993  | Semifinalistes  | 3a  | 9  | 7  | 2 | 0 |
| 1997  | Guanyadors      | 1a  | 7  | 7  | 0 | 0 |
| 2001  | Semifinalistes  | 3a  | 7  | 6  | 1 | 0 |
| 2005  | Guanyadors      | 1a  | 8  | 8  | 0 | 0 |
| 2009  | Quarts de final | 5a  | 4  | 3  | 1 | 0 |
| 2013  | Tercer lloc     | 3a  | 6  | 4  | 2 | 0 |
| 2018  | Semifinalistes  | 4a  | 4  | 2  | 2 | 0 |
| 2022  | Final           | 1a  | 4  | 4  | 0 | 0 |
| Total | 3 Títols        | 8/8 | 49 | 41 | 8 | 0 |